# Ceratothoa hemirhamphi
Ceratothoa hemirhamphi là một loài chân đều trong họ Cymothoidae. Loài này được Pillai miêu tả khoa học năm 1954.